# Ted Knight
Pour les articles homonymes, voir Knight.
Ted Knight est un acteur américain né le 7 décembre 1923 à Terryville, Connecticut (États-Unis), décédé le 26 août 1986 à Glendale (Californie).

## Filmographie
- 1960 : Twelve Hours to Kill : Denton
- 1960 : 13 Fighting Men : Samuel
- 1960 : Psychose (Psycho) : Guard
- 1960 : Cage of Evil : Lt. Dan Ivers, S.F. Police
- 1960 : Key Witness (en) : Cowboy's Lawyer
- 1960 : The Clear Horizon (en) (série télévisée) : Col. Tate (1960-1962)
- 1961 : Swingin' Along (en) de Charles Barton : Priest
- 1961 : Opération Geishas (Cry for Happy) de George Marshall : Lt. Glick
- 1961 : Les Deux Cavaliers (Two Rode Together) : Lt. Upton
- 1962 : The Final Hour
- 1962 : Hitler : Maj. Buch
- 1962 : Lutte sans merci (13 West Street) : Baldwin
- 1962 : The Pigeon That Took Rome : Steve
- 1962 : Les Internes (The Interns) : Photographer's Assistant at fashion shoot
- 1964 : The Candidate : Frank Carlton
- 1964 : Nightmare in Chicago (TV)
- 1965 : The Katherine Reed Story : Narrator
- 1965 : Young Dillinger (en) de Terry O. Morse : Johnsyn, Elaine's Father
- 1965 : Les Yeux bandés (Blindfold) : Dr Bob Berford
- 1964 : The Young Marrieds (série télévisée) : Phil Sterling (1965)
- 1966 : The New Adventures of Superman (série télévisée) : Perry White / Narrator (voix)
- 1967 : Journey to the Center of the Earth (série télévisée) : Professor Oliver Lindenbrook / Count Saccunson (voix)
- 1967 : The Superman/Aquaman Hour of Adventure (série télévisée) : Additional Voices (voix)
- 1967 : Objectif Lune (Countdown) de Robert Altman : Walter Larson
- 1968 : Aquaman (série télévisée) : Narrator / Additional Characters (voix)
- 1968 : Fantastic Voyage (série télévisée) : Commander Jonathan Kidd / Professor Carter / Narrator (voix)
- 1968 : The Batman/Superman Hour (série télévisée) : Narrator / Commisioner Gordon / Penguin / Riddler (voix)
- 1968 : Les Mystères de l'Ouest (The Wild Wild West), (série TV) - Saison 4 épisode 6, La Nuit des Monstres marins (The Night of the Kraken), de Michael Caffey : Daniel
- 1969 : Anatomy of a Crime (TV) : Nick Ames
- 1970 : MASH : Offstage Dialog (voix)
- 1970-1977 : The Mary Tyler Moore Show - 165 épisodes (série télévisée) : Ted Baxter
- 1972 : Les Grandes Rencontres de Scooby-Doo (The New Scooby-Doo Movies) (série télévisée)
- 1973 : Lassie's Rescue Rangers (série télévisée) : Narrator, Ben Turner
- 1973 : Star Trek ("Star Trek") (série télévisée) : Additional voices (voix)
- 1973 : Super Friends (série télévisée) : Narrator (voix)
- 1978 : The Ted Knight Show (série télévisée) : Roger Dennis (1978)
- 1980 : Le Golf en folie : Judge Elihu Smails
- 1980 : Jackie et Sara ("Too Close for Comfort") (série télévisée) : Henry Rush
- 1986 : The Twelfth Annual People's Choice Awards (TV) : Presenter

## Récompenses et nominations

### Récompenses
Boobies[Quoi ?]